# Diores silvestris
Diores silvestris är en spindelart som beskrevs av Rudy Jocqué 1990. Diores silvestris ingår i släktet Diores och familjen Zodariidae. Inga underarter finns listade i Catalogue of Life.